# Parafia Niepokalanego Poczęcia Najświętszej Maryi Panny w Boguszowie-Gorcach
Parafia Niepokalanego Poczęcia Najświętszej Maryi Panny w Boguszowie-Gorcach – znajduje się w dekanacie wałbrzyskim południowym w diecezji świdnickiej. Była erygowana 17 września 1907 r. Jej proboszczem jest ks.kan.Janusz Wierzbicki. W parafii tej urodził się i wychował pierwszy biskup bydgoski Jan Tyrawa.

## Proboszczowie po 1945
Od 1945 proboszczami parafii byli:
- 1. ks. Kazimierz Makarski 1946–1947
- 2. ks. Mieczysław Brzozowski 1947–1950
- 3. ks. Henryk Cybulski 1950–1951
- 4. ks. Karol Mazur 1951–1953
- 5. ks. Stanisław Mikulski 1953–1955
- 6. ks. Tadeusz Łąski 1955–1960
- 7. ks. Wiktor Józefowicz 1960–1973
- 8. ks. Ryszard Płacek 1973–1975
- 9. ks. Henryk Jaśkiewicz 1975–1983
- 10. ks. Jan Mazur 1983–2019
- 11. ks. Janusz Wierzbicki 2019–